# Lucky Luke: Western Fever
Lucky Luke: Western Fever (с англ. — «Счастливчик Люк: Лихорадка Запада») — экшн-игра, разработанная компаниями Kalisto Entertainment и Aqua Pacific по мотивам бельгийских комиксов о приключениях весёлого и неунывающего шерифа вымышленного города Дейзи Таун Счастливчика Люка на американском Диком Западе. Разработка игры началась в 1998 году, релиз в странах ЕС состоялся в ноябре 2001 при участии компании Infogrames.

## Сюжет
Группа американских бандитов под руководством печально известных братьев Далтон захватила в заложники индейского колдуна по имени Змеиная Нога. Задача игрока — выступая в роли Счастливчика Люка, спасти индейского вождя и нейтрализовать братьев Далтон. В ходе сюжета игрок проходит четыре зоны: Долина Смерти (англ. The Death Valley), Кактус-Джанкшн (англ. Cactus Junction), Олд-Ганч (англ. Old Gunch) и Далтон-Сити (англ. Dalton City). В каждой из них задача игрока — решить многочисленные головоломки, одолеть засевших в засадах бандитов и нейтрализовать босса на заключительном уровне. Игрок действует не один, на протяжении игры ему помогают верные друзья — пёс Ринтинкен (англ. Rin-Tin-Can) и говорящий конь Джолли Джампер (англ. Jolly Jumper).

## Игровой процесс
На каждом из уровней Люк может передвигаться в любом направлении, но не может прыгать. Бой с бандитами начинается, когда Люк подходит к объекту, играющему роль укрытия (иногда он может быть разрушен). На заранее закреплённых позициях в какой-то момент появляется бандит, который стреляет по Люку: для ликвидации бандита Люк должен попасть в него три раза. Если в револьвере закончились патроны, Люку достаточно пригнуться, чтобы перезарядить оружие. В некоторых случаях ему нужно попасть рикошетом пулей в соседний объект (сковороду, вилы, маятник часов, фонарь), чтобы ранить противника. В финальном бою против босса противник меняет позиции и прячется быстрее врагов, а Люку необходимо попаданиями свести счётчик жизни врага до нуля.
Каждое попадание в Люка во время сражения отнимает у него одну жизнь (из 10 изначальных), также жизни он может лишиться, если ударится о препятствие типа кактуса, гремучей змеи, лягающейся лошади и т.д. В качестве игровых объектов на уровнях встречаются ковбойские шляпы, возвращающие одну жизнь Люку (золотая шляпа не только восстанавливает все жизни, но и повышает их предел на одну), а также четырёхлистные клеверы, которые в некоторых перестрелках дают Люку какой-то бонус. Также можно найти подкову, которая является точкой быстрого сохранения игры (если Люк потеряет все жизни, то игра может возобновиться с того места, где Люк воспользовался подковой).

## Оценки игры
| Иноязычные издания    | Иноязычные издания |
| Издание               | Оценка             |
| --------------------- | ------------------ |
| Jeuxvideo.com         | 6 / 20             |
| Русскоязычные издания |                    |
| Издание               | Оценка             |
| Absolute Games        | 45 %               |
| «7 Волк»              | 6,5 / 10           |

Игра получила посредственные отзывы критиков. Джихем из Jeuxvideo негативно высказался о игровом процессе, отметив что «игра имеет такой же захватывающий геймплей, как фестиваль закусок в Орийаке». Олег Вяткин аналогично отметил что в игре могут увлечь только первые двадцать минут, и далее она становится «рутиной». Кравчук из «Седьмого волка» высказался об игре позитивнее, и что несмотря на «бесхитростность» игрового процесса, перестрелки «затягивают».